# Christian Cramer

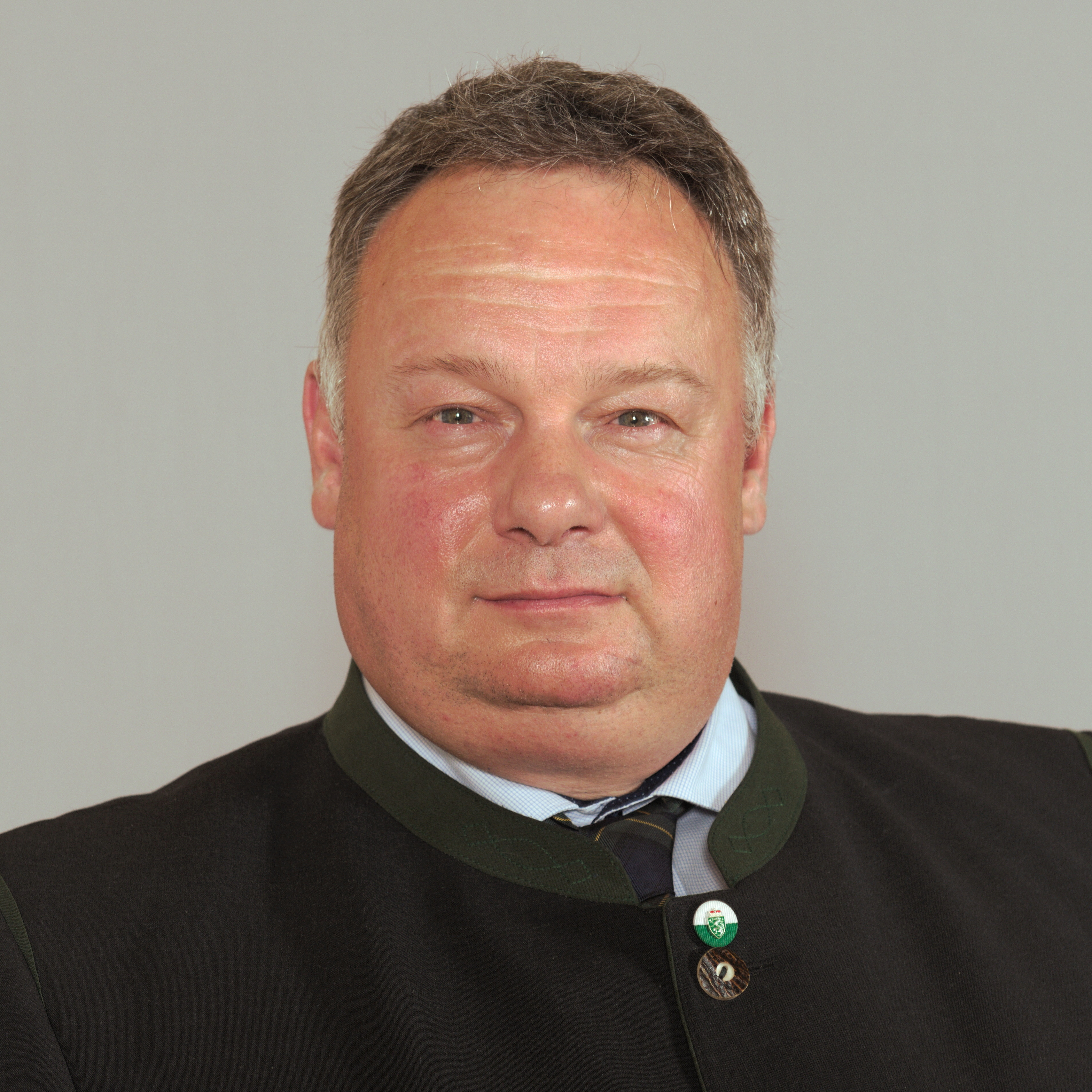
Christian Cramer (2016)

Christian Cramer (* 1962) ist ein Politiker der FPÖ. Er wurde am 16. Juni 2015 als Abgeordneter zum Steiermärkischen Landtag angelobt, dem er bis zum 17. Dezember 2019 angehörte.

## Leben
Cramer ist im Hauptberuf selbständiger Weinbaumeister in Kitzeck im Sausal, wo er 1984 das Weingut seiner Eltern samt Buschenschank und Fremdenzimmern übernahm. Seine damit gewonnenen Erfahrungen wollte er im Landtag bei Agrarthemen einbringen. Darüber hinaus sieht sich Cramer in Belangen der Gastronomie und des Tourismus kompetent.
Bis 2005 war Cramer in Kitzeck im Gemeinderat politisch tätig. Unter seiner Führung wurde am 28. Jänner 2012 die „Freiheitliche Bauernschaft“ Bezirk Leibnitz gegründet, deren Obmann Cramer seit der Gründung ist. Weiters gehört Cramer dem Bezirksvorstand der FPÖ Leibnitz an. Nach der Landtagswahl 2019 schied er aus dem Landtag aus.